# Ohangaron
Ohangaron (in russo Ахангаран, Achangaran) è il capoluogo del distretto di Ohangaron, nella regione di Tashkent, in Uzbekistan. 
Si trova circa 50 km a sud-est di Tashkent, lungo la strada che conduce a Kokand e accanto al fiume Ohangaron.